# Star (паром)
Star - первый скоростной грузопассажирский паром эстонской компании Tallink, построен в 2007 г. на верфи Aker Finnyards (Хельсинки, Финляндия) и с апреля 2007 г. работает на линии Таллин - Хельсинки. В 2008 г. к нему присоединился второй скоростной паром Superstar. Время в пути занимает примерно 2 часа.

## История
Судно было заказано компанией Tallink на финских верфях Aker Finnyards 1 августа 2005 г. Контракт стоимостью 110 млн. евро включал также опцион на второе судно, который однако использован не был.  Стояла задача сделать паромное сообщение между Таллином и Хельсинки, заслуживающим доверия клиентов: быстрым и всепогодным, в то время как работающие на линии малые скоростные суда в случае непогоды должны были оставаться в порту, скрываясь от непогоды, а в зимнее время не могли пробиться сквозь сковавший Финский залив лёд. Киль судна под заводским номером 1356 был заложен 30 мая 2006 г. Спуск на воду состоялся 23 ноября 2006 г. Star должен был выйти на линию уже 5 апреля 2007 г., однако из-за возникших при строительстве судна проблем, это произошло с недельным запозданием. Наконец, 12 апреля 2007 г.  Star сменил на линии Таллин - Хельсинки Vana Tallinn (данное название больше известно в России как ликёр Vana Tallinn (Вана Таллин). До полного освоения линии на помощь пришёл также Superfast VIII, который был позднее продан. На момент постройки Star был самым быстроходным судном на коротких дистанциях (примерно 80 км). 
В качестве прообраза судна послужило изготовленное на той же самой верфи судно Seafrance Rodin. И уже потом оба судна стали прообразом судна Viking XPRS, хотя суднами-близнецами они не являются.
Star значительно превышает по вместимости старые быстроходные суда типа AutoExpress. Он мог бы взять на борт 2 300 пассажиров или 450 автомобилей, в то время как AutoExpress 700 и 175 соответственно. По тоннажу Star превосходит последнего на 28 000 тонн, а вот по скорости сравнение не в его пользу, поскольку AutoExpress-2 идёт со скоростью - 40, а Star выдаёт лишь 27,5 узлов. 
Планировалось выполнение рейса за 110 минут, однако, позднее обеим "шаттлам Tallink" дали на рейс по 120 минут. С разгрузкой-погрузкой судна можно справиться самое быстрое за час, но чаще всего судно стоит в порту полтора часа.

## На борту
В услугам пассажиров на борту имеется :
- Ресторан a la carte
- Ресторан Burger King
- Ресторан Food Wave
- Ресторан Quick&Easy
- Ресторан Snack Time
- Паб SeaPort
- Бар Sunset
- Супермаркет
- Магазин парфюмерии
- Игровая комната Tivoli
- Комната Play Station

## Фотографии парома

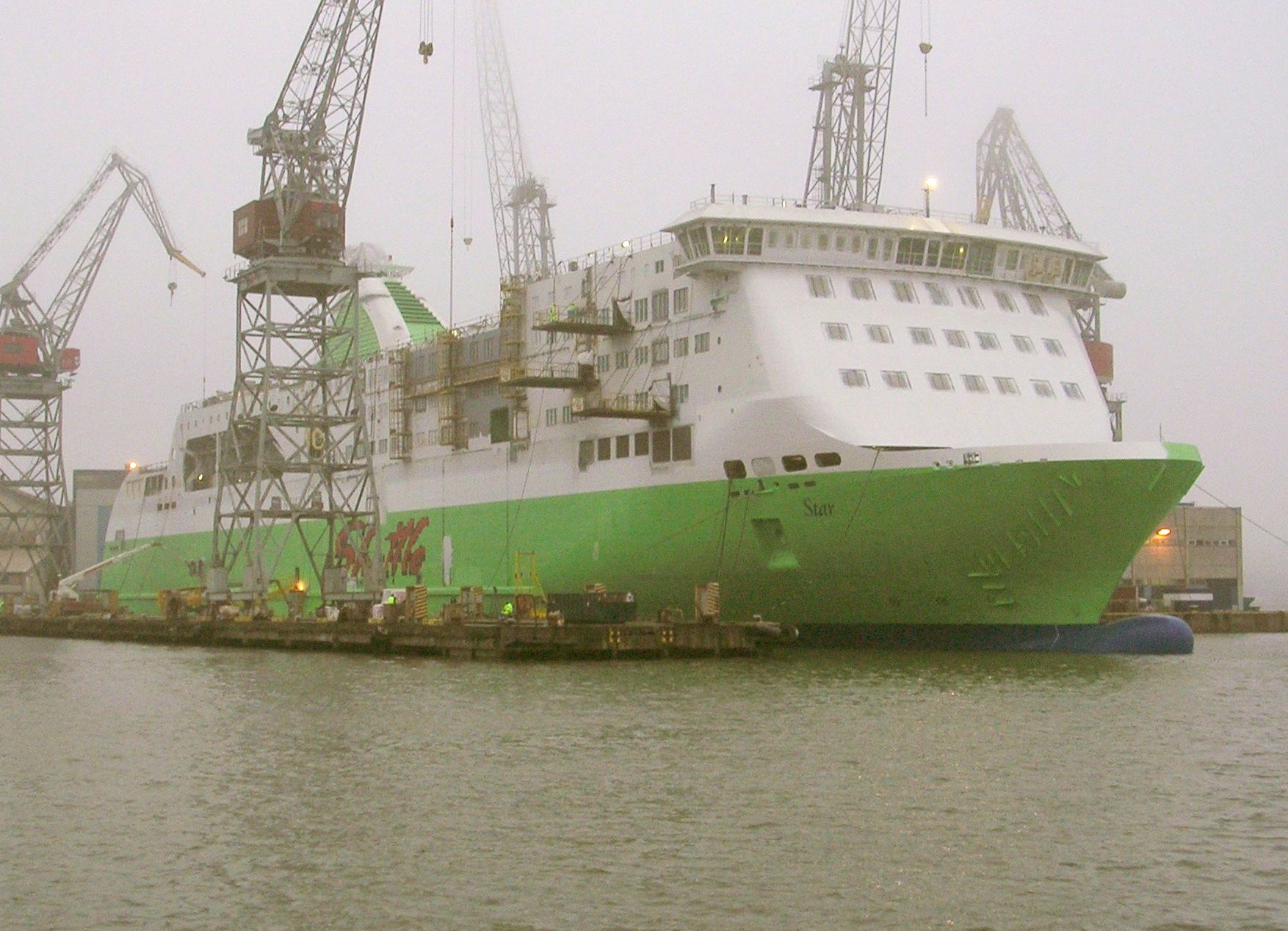
Star в Хиеталахти (Хельсинки)
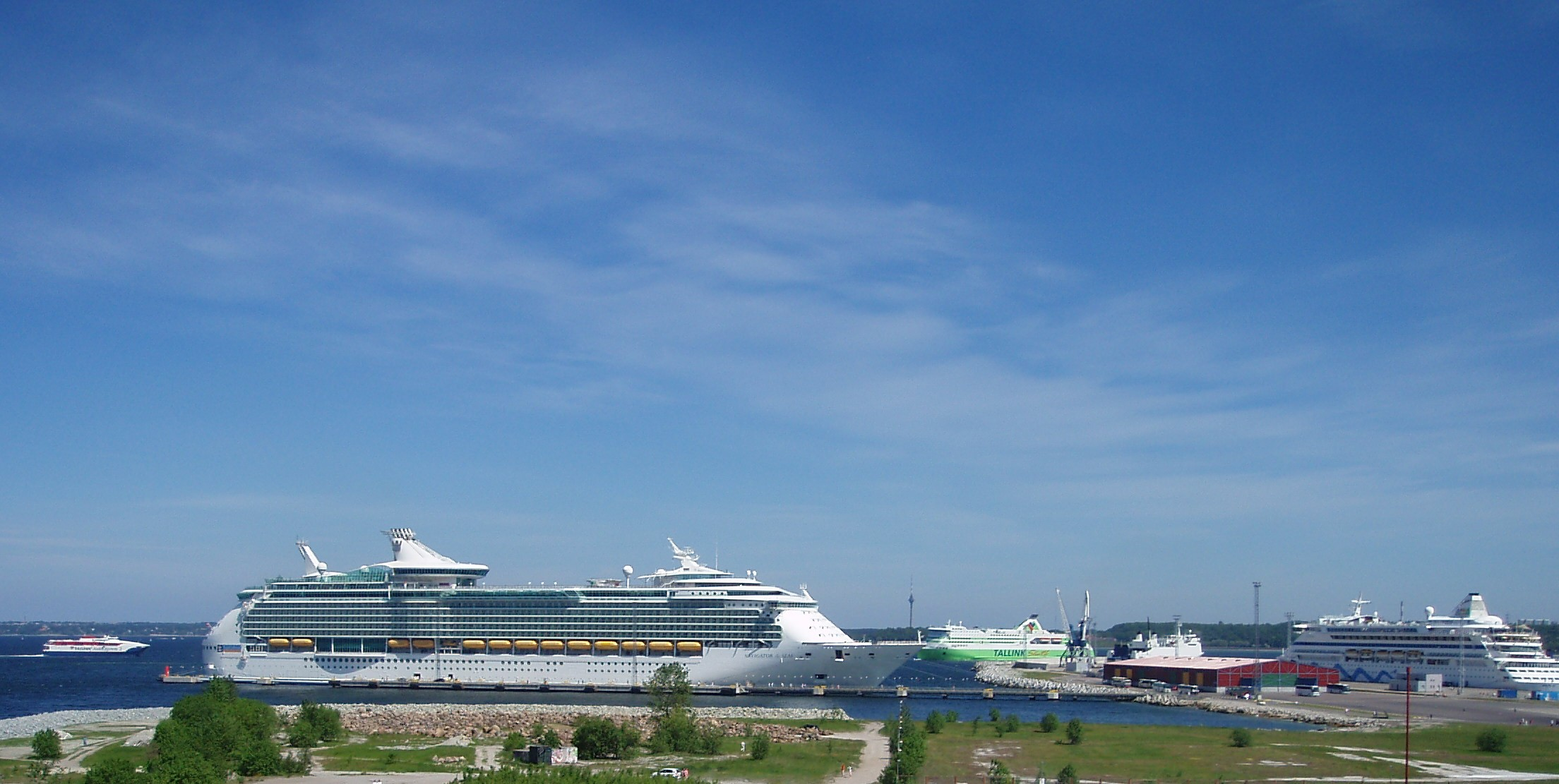
Star среди океанских круизных лайнеров в Таллинском порту
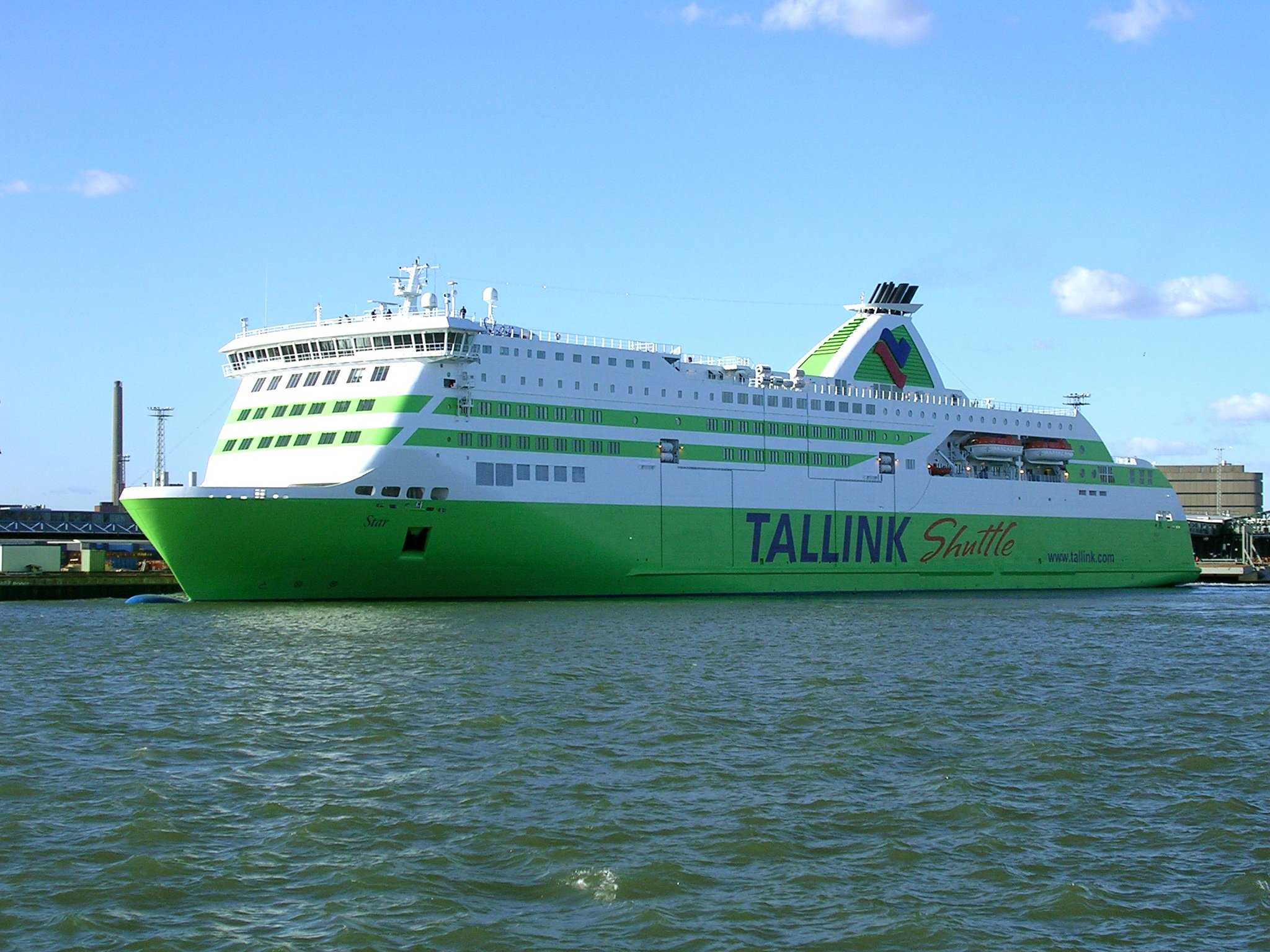
Star в Хельсинки
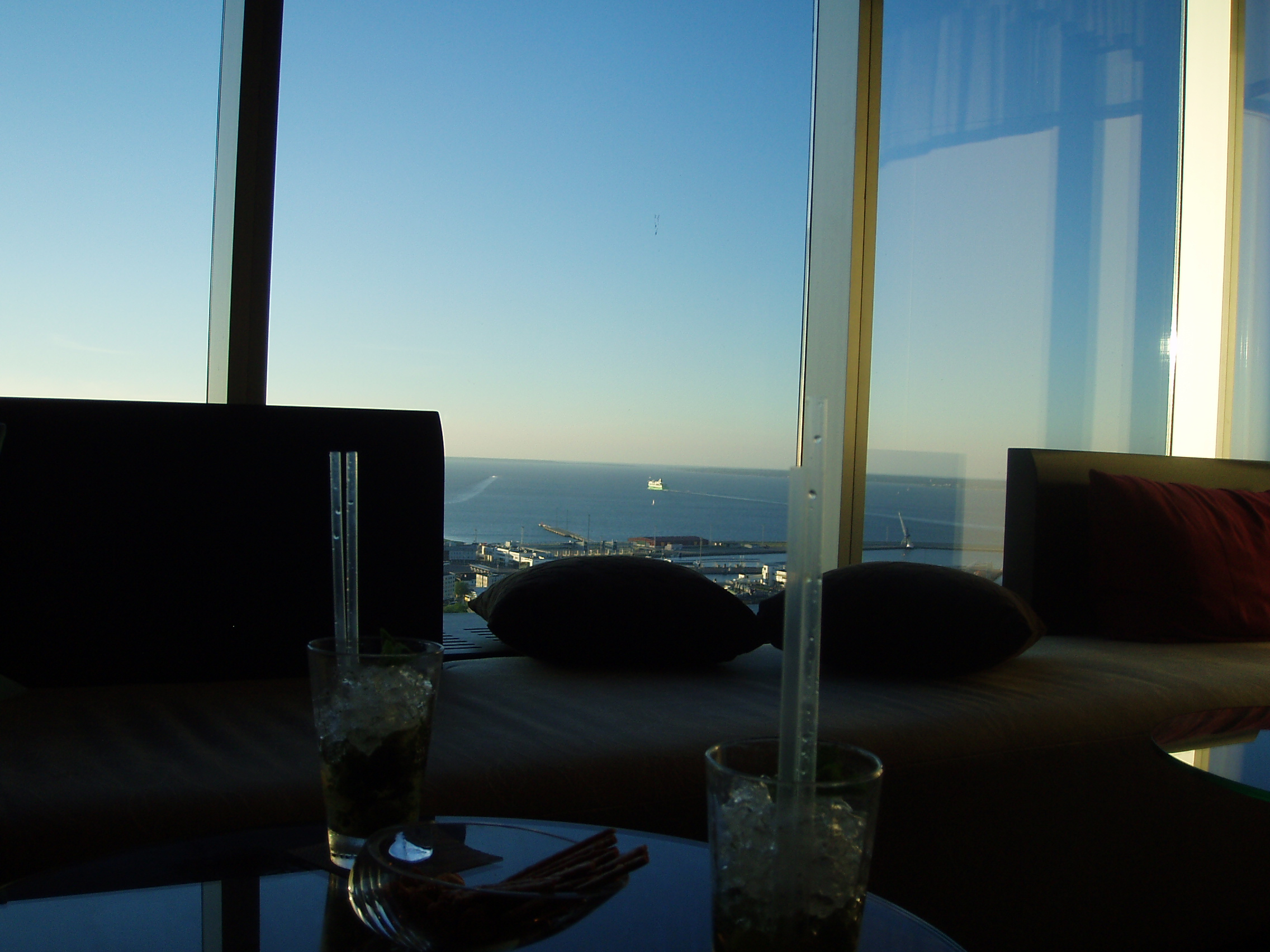
Star покидает Таллинский порт
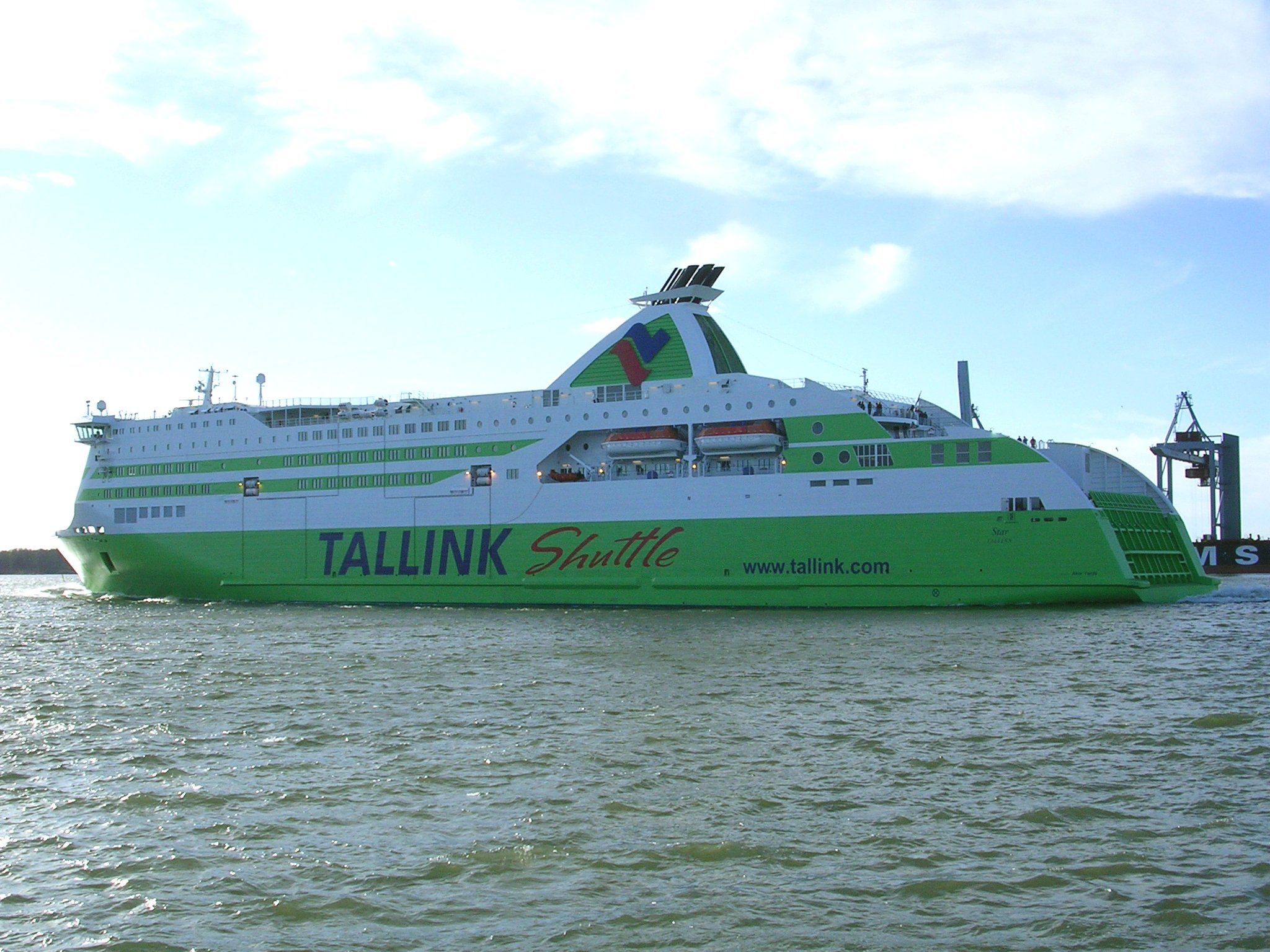
Торговая марка Tallink Shuttle на борту